# Amelanchier lamarckii
Espèce
Classification phylogénétique
Amelanchier lamarckii (Amelanchier × lamarckii) est une espèce de plantes à fleurs de la famille des Rosaceae.
C'est un hybride entre A. confusa et A. grandiflora. Il est originaire de l'est du Canada et s'est naturalisé en Europe.

## Description
C'est un arbuste ou un petit arbre atteignant 9 m au maximum. Ses feuilles larges, cordiformes à elliptiques, aux bords finement dentés, sont dans un premier temps pourpres et duveteuses, puis deviennent peu à peu grises et glabres.
Les fleurs blanches de 35 à 40 mm, aux pétales larges, apparaissent en grappes tôt au printemps.
Les fruits comestibles sont des piridions qui ressemblent à des baies rouges puis noires violacées,. On peut en faire de la confiture.